# Werner Strothmann
Werner Strothmann (* 23. Februar 1907 in Dortmund; † 19. Juni 1996 in Göttingen) war ein deutscher evangelischer Theologe und Syrologe. Er war der erste Inhaber des Lehrstuhls für syrische Kirchengeschichte an der Universität Göttingen.

## Leben
Als Sohn eines Dortmunder Pfarrers studierte Werner Strothmann an den Universitäten zu Gießen, Tübingen, Halle und Göttingen Evangelische Theologie und orientalische Sprachwissenschaft. Während seines Studiums wurde er Mitglied des Gießener und Tübinger Wingolf. Er war Stifter der Wingolfsverbindung Nibelungen zu Tübingen. Nach dem Zweiten Weltkrieg wurde er auch Alter Herr des Braunschweiger und Göttinger Wingolf. Seine Studien schloss er im Jahre 1931 mit dem ersten theologischen Examen und gleichzeitig mit Promotion an der Philosophischen Fakultät zu Tübingen ab. Nach seiner Promotion zum Dr. phil in Orientalistik erlangte er mit einer bei Hermann Dörries in Göttingen angefertigten Arbeit das theologische Lizentiat und wurde Mitarbeiter am Septuaginta-Unternehmen der Göttinger Akademie der Wissenschaften.
Das zweite theologische Examen führte Strothmann in die Braunschweigische Evangelisch-lutherische Landeskirche, in deren Dienst er nahezu dreißig Jahre lang als Gemeindepfarrer, Propst und Kirchenrat stand. In dieser Zeit blieb er als Mitglied der Prüfungskommission seiner Kirche weiterhin dem akademischen Leben verbunden. Den endgültigen Rückweg an die Universität wies ein noch aus dem Pfarramt heraus seit dem Jahre 1958 wahrgenommener Lehrauftrag an der Theologischen Fakultät der Universität Göttingen für "Syrische Kirchengeschichte, insbesondere Einführung in die Lektüre des syrischen Bibeltextes”. Im Jahre 1964 habilitierte sich Werner Strothmann mit dem Thema "Johannes von Apamea” für das Fach Syrische Kirchengeschichte, und ein Jahr später kehrte er als Wissenschaftlicher Rat und Professor vollends aus dem Kirchendienst nach Göttingen zurück.
Die Gründung des Lehrstuhls für Syrische Kirchengeschichte, dessen erster Vertreter Strothmann wurde, knüpft an die Göttinger Wissenschaftstradition an, die ursprünglich mit Johann David Michaelis und Paul de Lagarde verbundenen war.

## Leistungen
Strothmann brachte sein Fach der Syrischen Kirchengeschichte zu internationalem Ansehen. Auch nach seinem Eintritt in den Ruhestand im Jahre 1972 trugen seine Arbeiten an syrischen Handschriften und seine zahlreichen Veröffentlichungen zur syrischen Literatur und Kirchengeschichte dazu bei.
Als Initiator eines Göttinger Arbeitskreises für Syrische Kirchengeschichte brachte er den christlichen Orient im Rahmen eines von ihm selbst geleiteten Teilprojekts in den von der Deutschen Forschungsgemeinschaft an der Universität Göttingen getragenen Sonderforschungsbereich Orientalistik ein und führte ihn damit in die lebhafte wissenschaftliche Diskussion mit den Fachvertretern der Religionsgeschichte, Ägyptologie, Iranistik und Orientalistik.
Auf internationaler Ebene initiierte Werner Strothmann das erste Symposium Syriacum in Anwesenheit des Patriarchen Mor Ignatius Yakob III., zusammen mit dem damaligen Erzbischof von Bagdad, Patriarch Mor Ignatius Zakka Iwas, und den Erzbischöfen Mor Athanasius Yeshue Samuel und Mor Gregorius Saliba Shemun in Göttingen 1971.
Im Jahre 1972 wurde Strothmann deutsches Gründungsmitglied eines ständigen Exekutivkomitees zur Durchführung internationaler Syrologen-Kongresse, des sog. „Symposium Syriacum“. In gleicher Weise leitete Werner Strothmann die von einem deutsch-finnischen Arbeitskreis gestalteten Makarios-Symposien in die Wege, deren erstes im Jahre 1980 durchgeführt wurde.
Mehr als zwanzig Jahre hindurch bis zum letzten Tag seines Lebens arbeitete er an dem von ihm geleiteten Projekt „Konkordanz zur Syrischen Bibel“ und bearbeitete das gesamte Alte Testament. Außerdem nahm er die Aufgabe einer kritischen Edition des Harklensis-Textes des syrischen Neuen Testaments auf sich, die er durch seinen Tod nicht zum Abschluss bringen konnte.

## Ehrungen
- Ehrendoktorwürde der Theologischen Fakultät der finnischen Universität Åbo Akademi

## Veröffentlichungen (Auswahl)
- Die arabische Makariustradition, Ein Beitrag zur Geschichte des Mönchtums, 1934 (theol. Diss.)
- Die Anfänge der syrischen Studien in Europa, 1971
- Das Wolfenbütteler Tetraevangelium Syriacum, Lesarten u. Lesungen, 1971
- Codex Syriacus Secundus, Bibel-Palimpsestaus d. 6./7. Jh., 1977
- Makarios-Symposium über das Böse, 1983 (Hg.)
- Konkordanz zur syrischen Bibel: Die Propheten, 4 Bände, 1984; Der Pentateuch, 4 Bände, 1986; Die Mautbe, 6 Bände, 1995
- Kohelet-Kommentar des Dionysius bar Salibi, Auslegung des Septuaginta-Textes, 1988